# 蜥紋扁花鱂
蜥紋扁花鱂，為輻鰭魚綱鯉齒目鯉齒亞目花鳉科的其中一種，被IUCN列為瀕危保育類動物，分布於非洲加彭的淡水流域，體長可達3.1公分，屬肉食性，生活習性不明。

## 擴展閱讀
維基物種上的相關：蜥紋扁花鱂